# Kopergroep
| Chemische groepen         |
| ------------------------- |
| Alkalimetalen (1)         |
| Aardalkalimetalen (2)     |
| Scandiumgroep (3)         |
| Titaangroep (4)           |
| Vanadiumgroep (5)         |
| Chroomgroep (6)           |
| Mangaangroep (7)          |
| Platinagroep (8, 9 en 10) |
| Kopergroep (11)           |
| Zinkgroep (12)            |
| Boorgroep (13)            |
| Koolstofgroep (14)        |
| Stikstofgroep (15)        |
| Zuurstofgroep (16)        |
| Halogenen (17)            |
| Edelgassen (18)           |
| Lanthanoïden              |
| Actinoïden                |
| Portaal Scheikunde        |

De elementen van de kopergroep (IUPAC-groepsnummer 11, vroeger bekend als Ib) uit het periodiek systeem staan bekend als de edele metalen. Vroeger werden ze ook wel de muntmetalen genoemd. Ze zijn relatief inert, niet corrosiegevoelig en zeer goede elektriciteitsgeleiders. Daarom worden deze metalen, net als de elementen uit de zinkgroep, vaak voor muntgeld gebruikt; dat verklaart ook hun oude naam.
Deze metalen, in het bijzonder zilver, worden als gevolg van hun opmerkelijke eigenschappen, naast voor munten en sieraden, ook in de industrie veelvuldig toegepast. Hoewel zilver nog betere geleidende eigenschappen heeft, zowel elektrisch als thermisch, wordt koper het meest gebruikt in elektrische bedrading. De reden hiervoor is duidelijk: zilver is, net als goud, erg duur. Het enige nadeel van deze metalen is dat ze vrij zacht zijn en dus gemakkelijk kunnen beschadigen. Daarom worden ze meestal niet in zuivere vorm voor bijvoorbeeld munten gebruikt. Legeringen met andere metalen maken de duurzaamheid groter.
Zij hebben een vrij lange elektronische relaxatietijd, of anders gezegd een elektron kan vrij ver komen voor het in zijn beweging gestoord wordt door een botsing met bijvoorbeeld een ander elektron. Zij hebben ook een plasmafrequentie die niet ver van het zichtbare gebied van het elektromagnetisch spectrum ligt. Dit verklaart ook het feit dat koper en goud gekleurde metalen zijn. De metalen uit de kopergroep zijn de hekkensluiters van de d-overgangsmetaalreeksen. Hoewel voor koper en goud hogere oxidatiegetallen niet ongewoon zijn, vormen alle drie metalen +1 ionen met een volle nd10 elektronenconfiguratie. Voor zilver is dat vrijwel de enige oxidatietoestand.
Koper vormt Cu2+ (3d9), maar alleen in combinatie met vrij sterke oxidatoren. Bijvoorbeeld van de halogenen zijn fluor, chloor en broom in staat een dihalogenide CuX2 te vormen, maar Cu2+ is een sterkere oxidator dan di-jood. Wanneer een oplossing van Cu2+ bij een jodideoplossing gevoegd wordt, ontstaat er di-jood:
{\displaystyle {\ce {{Cu^{2}+}+I^{-}->{Cu+}+I\cdot }}}
Het ene ontbrekende d-elektron wordt aangevuld en het 'gat' doorgegeven aan het joodatoom, dat nu een incompleet gevulde buitenschil heeft en combineert met een tweede joodatoom om een molecuul te vormen, dat als damp ontwijken kan:
{\displaystyle {\ce {2I\cdot ->I2}}}
Met zwavel dat in elektronegativiteit niet veel verschilt gebeurt iets vergelijkbaars in de koperchalcogeniden.
Ook de driewaardige verbindingen van goud zoals het chloroauraat-ion AuCl4− is een sterke oxidator, die gemakkelijk weer goud terugvormt wanneer het in contact komt met een reductor.
De reactie met citraat kan gemakkelijk goud in colloïdale suspensie vormen met gouddeeltjes van 3-20 nanometer. Deze nanopartikels zijn een geliefd onderwerp van studie als deel van de speurtocht naar nanotechnologie. Dit is ook het geval voor zilver en - in mindere mate - koper.
Een ander eigenaardigheid van de muntmetaalionen - met name van Cu+ en Ag+ - is dat zij weinig voorkeur voor een omringing met hoge symmetrie hebben. Zij voelen zich in allerlei omringingen redelijk goed thuis en dat betekent dat zij vaak van de ene positie naar de andere kunnen 'springen' binnen het rooster van een vaste stof. Zij vormen daarom - vooral in jodiden en oxiden - bij wat hogere temperaturen superionengeleiders. In deze verbindingen zijn de anionroosters vaste roosters, maar de metaalsubroosters zijn min of meer vloeibaar. Deze vaste ionengeleiders worden wel als vaste elektrolyten toegepast in batterijen.
De elementen in de kopergroep zijn in het periodiek systeem hieronder gekleurd.

Kopergroep
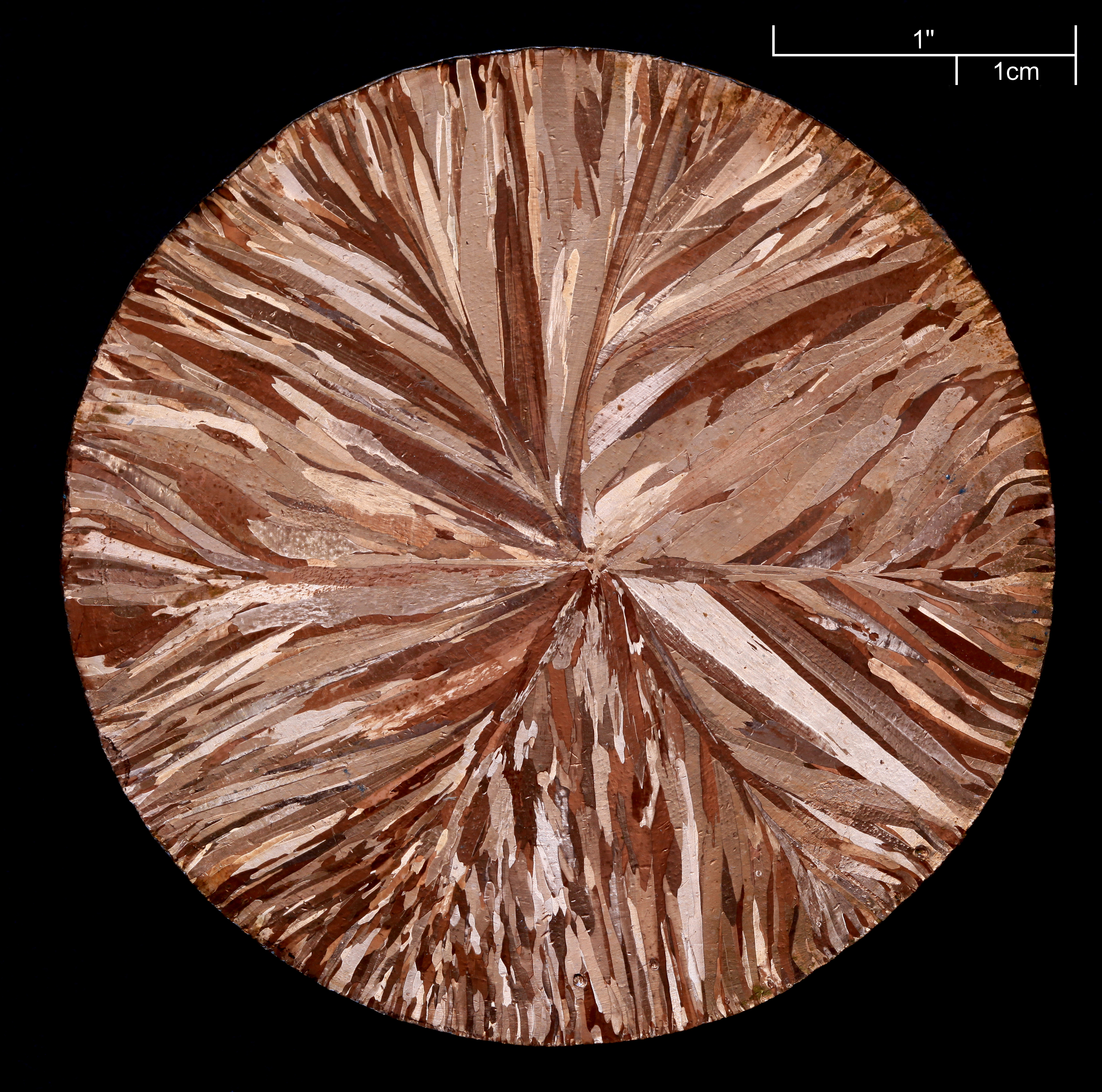
Koper
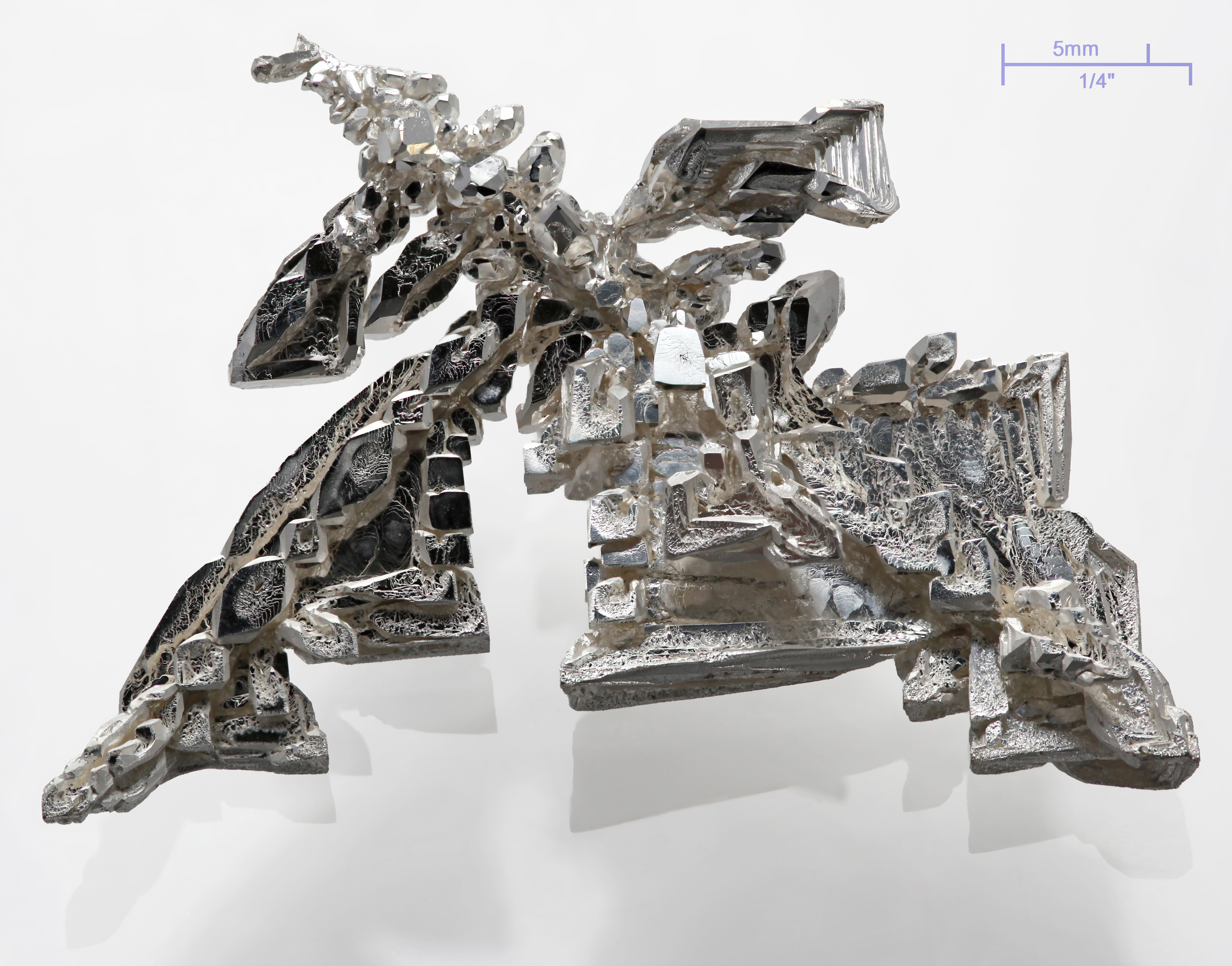
Zilver
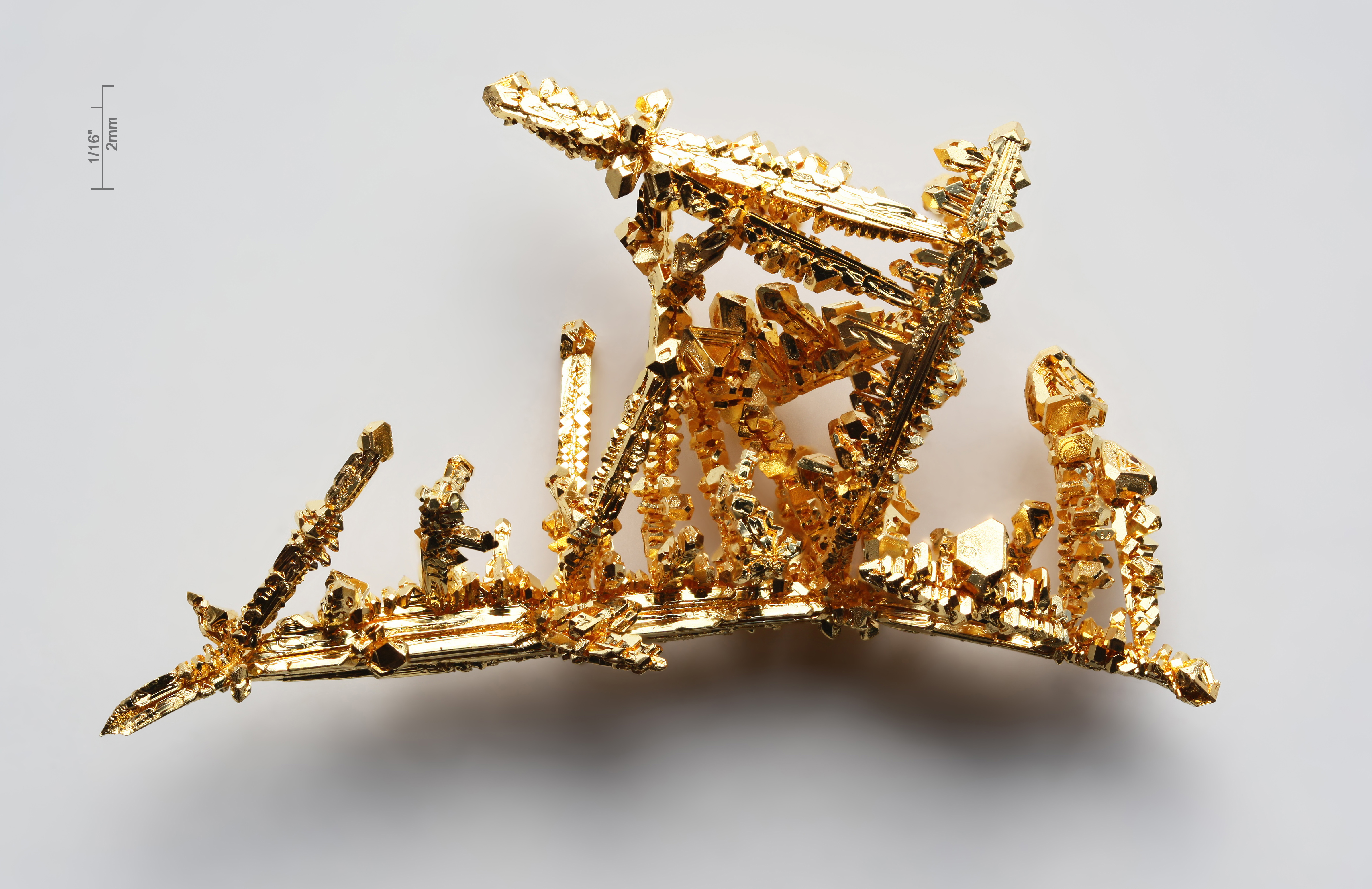
Goud

|              | 1 Ia         |              |                   |                   |                   |                   |                   |                   |                   |                   |                   |                   |         |        |        |        |         | 18 0   |
| 1            | 1 H          | 2 IIa        | Periodiek systeem | Periodiek systeem | Periodiek systeem | Periodiek systeem | Periodiek systeem | Periodiek systeem | Periodiek systeem | Periodiek systeem | Periodiek systeem | Periodiek systeem | 13 IIIa | 14 IVa | 15 Va  | 16 VIa | 17 VIIa | 2 He   |
| 2            | 3 Li         | 4 Be         |                   |                   |                   |                   |                   |                   |                   |                   |                   |                   | 5 B     | 6 C    | 7 N    | 8 O    | 9 F     | 10 Ne  |
| 3            | 11 Na        | 12 Mg        | 3 IIIb            | 4 IVb             | 5 Vb              | 6 VIb             | 7 VIIb            | 8 VIIIb           | 9 VIIIb           | 10 VIIIb          | 11 Ib             | 12 IIb            | 13 Al   | 14 Si  | 15 P   | 16 S   | 17 Cl   | 18 Ar  |
| 4            | 19 K         | 20 Ca        | 21 Sc             | 22 Ti             | 23 V              | 24 Cr             | 25 Mn             | 26 Fe             | 27 Co             | 28 Ni             | 29 Cu             | 30 Zn             | 31 Ga   | 32 Ge  | 33 As  | 34 Se  | 35 Br   | 36 Kr  |
| 5            | 37 Rb        | 38 Sr        | 39 Y              | 40 Zr             | 41 Nb             | 42 Mo             | 43 Tc             | 44 Ru             | 45 Rh             | 46 Pd             | 47 Ag             | 48 Cd             | 49 In   | 50 Sn  | 51 Sb  | 52 Te  | 53 I    | 54 Xe  |
| 6            | 55 Cs        | 56 Ba        | ↓                 | 72 Hf             | 73 Ta             | 74 W              | 75 Re             | 76 Os             | 77 Ir             | 78 Pt             | 79 Au             | 80 Hg             | 81 Tl   | 82 Pb  | 83 Bi  | 84 Po  | 85 At   | 86 Rn  |
| 7            | 87 Fr        | 88 Ra        | ↓↓                | 104 Rf            | 105 Db            | 106 Sg            | 107 Bh            | 108 Hs            | 109 Mt            | 110 Ds            | 111 Rg            | 112 Cn            | 113 Nh  | 114 Fl | 115 Mc | 116 Lv | 117 Ts  | 118 Og |
|              |              |              |                   |                   |                   |                   |                   |                   |                   |                   |                   |                   |         |        |        |        |         |        |
| Lanthanoïden | Lanthanoïden | Lanthanoïden | 57 La             | 58 Ce             | 59 Pr             | 60 Nd             | 61 Pm             | 62 Sm             | 63 Eu             | 64 Gd             | 65 Tb             | 66 Dy             | 67 Ho   | 68 Er  | 69 Tm  | 70 Yb  | 71 Lu   |        |
| Actinoïden   | Actinoïden   | Actinoïden   | 89 Ac             | 90 Th             | 91 Pa             | 92 U              | 93 Np             | 94 Pu             | 95 Am             | 96 Cm             | 97 Bk             | 98 Cf             | 99 Es   | 100 Fm | 101 Md | 102 No | 103 Lr  |        |

- Kopergroep
- Koper
- Zilver
- Goud